# Франсуа Анріо
Франсуа́ Анріо́ (фр. François Hanriot; 3 грудня 1759, Нантер — 28 липня 1794, Париж) — учасник Великої французької революції 1789-1794 років, якобінець, прибічник Робесп'єра.

## Життєпис
Брав участь у виступі паризького населення 10 серпня 1792 року, що призвів до повалення монархії.
З 1793 року — начальник Національної гвардії.
Після термідоріанського перевороту був страчений.